# Privileg von Jedlnia und Krakau
Im Privileg von Jedlnia und Krakau wurden dem polnischen Adel politische Vorrechte eingeräumt. Es wurde am 15. April 1425 auf dem Sejm in Brześć Kujawski verfasst, am 4. März 1430 vom polnischen König Władysław II. Jagiełło in Jedlnia erlassen und am 9. Januar 1433 in Krakau bestätigt.

## Inhalt
Władysław wurde 1385 durch Heirat zum polnischen König. Die Akzeptanz des polnischen Adels musste er sich bereits kurz nach seiner Wahl durch eine Reihe von Privilegien sichern. Lange blieb Władysław ohne männlichen Nachfolger. Erst seine vierte Frau gebar im drei Söhne, von denen zwei das Kindesalter überlebten. Um die Thronfolge für seinen ältesten Sohn zu sichern, das Königreich Polen war eine Wahlmonarchie, musste Władysław dem Adel für die Wahl seiner Söhne als Gegenleistung weitere Rechte gewähren:
- persönliche Unversehrtheit der Adeligen, in die nur aufgrund eines Gerichtsurteils eingegriffen werden durfte.
- kein Adeliger sollte ohne Gerichtsurteil in Gewahrsam genommen werden dürfen (neminem captivabimus nisi iure victum).
- nur Adlige sollten kirchliche Würdenträger werden können, ein höheres Kirchenamt sollte dem dritten Stand verwehrt werden.
- der ruthenische Adel im Osten des Königreich Polen sollte dem polnischen Adel gleichgestellt werden, dies galt jedoch nicht für den orthodoxen Adel im Großfürstentum Litauen.

Władysław III. wurde nach dem Tod seines Vaters zum polnischen König gewählt.